# Lothar Eley
Lothar Eley (* 19. Juni 1931 in Paderborn; † 6. Oktober 2020) war ein deutscher Philosoph, Logiker und Phänomenologe.

## Leben
Eley studierte Theologie, Philosophie, Mathematik, Physik und Pädagogik an der Rheinischen Friedrich-Wilhelms-Universität Bonn und der Westfälischen Wilhelms-Universität Münster. In Münster gehörte er dem Collegium Philosophicum von Joachim Ritter an. 1962 wurde er an der philosophischen Fakultät der Universität zu Köln mit einer Arbeit über die Krise des Apriori in der transzendentalen Phänomenologie Edmund Husserls promoviert. 1969 habilitierte er sich in Köln über die Metakritik der formalen Logik. 1970 wurde er an der Universität zu Köln zum Wissenschaftlichen Rat und Professor ernannt. Auch nach seiner Emeritierung setzte er seine Lehrtätigkeit fort.
Lothar Eley publizierte zahlreiche wissenschaftliche Arbeiten zum Deutschen Idealismus, insbesondere zu Georg Wilhelm Friedrich Hegel, zur Phänomenologie von Edmund Husserl und zur Phänomenologie der Logik und der Gesellschaft. Er war Herausgeber der „Philosophie der Arithmetik“ Edmund Husserls (1970) und der von Ludwig Landgrebe redigierten Arbeit Edmunds Husserls „Erfahrung und Urteil“ (1972). Seine bekanntesten Werke sind Metakritik der formalen Logik (1969), Transzendentale Phänomenologie und Systemtheorie der Gesellschaft (1972) und Hegels Wissenschaft der Logik (1976).
Eley starb 2020 im Alter von 89 Jahren. Seine Grabstätte liegt auf dem Kölner Südfriedhof.

## Schriften
- Die Krise des Apriori in der transzendentalen Phänomenologie Edmund Husserls, Springer Niederlande 1962, ISBN 90-247-0244-5
- Metakritik der formalen Logik : sinnl. Gewissheit als Horizont d. Aussagenlogik u. elementaren Prädikatenlogik, Nijhoff Den Haag 1969
- Transzendentale Phänomenologie und Systemtheorie der Gesellschaft : zur philosoph. Propädeutik d. Sozialwissenschaften,  Rombach Freiburg 1972, ISBN 3-7930-0965-3
- Hegels Wissenschaft der Logik : Leitf. u. Kommentar, Fink München 1976, ISBN 3-7705-1308-8
- Philosophie der Logik, Wissenschaftliche Buchgesellschaft Darmstadt 1985, ISBN 3-534-07252-9, zusammen mit Holger van den Boom
- Hegels Theorie des subjektiven Geistes in der "Enzyklopädie der philosophischen Wissenschaften im Grundrisse", Frommann-Holzboog Stuttgart 1990, ISBN  3-7728-0984-7
- Fichte, Schelling, Hegel : operative Denkwege im "deutschen Idealismus", Ars Una Neuried 1995, ISBN 3-89391-336-X
- Grundzüge einer konstruktiv-phänomenologischen Kognitions- und Willenstheorie Königshausen & Neumann Würzburg 2004, ISBN 3-8260-2753-1

## Einzelbelege
1. ↑  Traueranzeige seiner Familie in: Druckausgabe Kölner Stadt-Anzeiger Nr. 243 Samstag/Sonntag, 17./18. Oktober 2020 Seite 09
2. ↑  Kölner Universitätsgeschichte, hrsg. v. Erich Meuthen, Band 3, Köln 1988, S. 183.
3. ↑  Lothar Eley in der Datenbank Find a Grave, abgerufen am 16. April 2023.

| Personendaten    | Personendaten                                  |
| ---------------- | ---------------------------------------------- |
| NAME             | Eley, Lothar                                   |
| KURZBESCHREIBUNG | deutscher Philosoph, Logiker und Phänomenologe |
| GEBURTSDATUM     | 19. Juni 1931                                  |
| GEBURTSORT       | Paderborn                                      |
| STERBEDATUM      | 6. Oktober 2020                                |